# Waterworld
Waterworld (en Hispanoamérica, Mundo Acuático) es una película de acción y ciencia ficción posapocalíptica estadounidense de 1995 dirigida por Kevin Reynolds y coescrita por Peter Rader y David Twohy. Basada en el guion original de Rader de 1986, está protagonizada por Kevin Costner, quien también la produjo junto con Charles Gordon y John Davis. Fue distribuida por Universal Pictures. Fue la película más cara jamás realizada en ese momento. Fue nominada para un Premio de la Academia en la categoría mejor sonido en la 68.ª edición de los Premios de la Academia.
El escenario de la película se ambienta en un futuro lejano. Aunque no se proporciona una fecha exacta en la película, se ha sugerido que tiene lugar en el año 2500. Los casquetes polares se han derretido por completo, y el nivel del mar ha aumentado más de 8,2 km, cubriendo casi toda la tierra. La película ilustra esto con una variación inusual en el logotipo de Universal Pictures, que comienza con la imagen habitual de la Tierra, pero muestra que los niveles de agua del planeta aumentan gradualmente y los casquetes polares se derriten hasta que casi toda la tierra queda sumergida. La trama de la película se centra en un antihéroe sin nombre, «The Mariner», un vagabundo que navega la Tierra en su trimarán.

## Argumento
En el año 2500, los casquetes polares se han derretido por completo y el nivel del mar ha aumentado más de 7.600 metros. Como resultado, todos los continentes de la Tierra ahora están bajo el agua. Los restos de la civilización humana viven en comunidades flotantes destartaladas conocidas como atolones, que hace tiempo se olvidaron de vivir en la tierra. Aun así, la gente todavía cree que debería haber una mitológica "Tierra firme" en algún lugar del océano. 
El Marinero (Kevin Costner), un vagabundo solitario, llega con su trimarán para intercambiar tierra, una mercancía rara, por otros suministros. Los residentes del atolón ven que el Marinero es un mutante con branquias y pies palmeados y deciden ahogarlo en el pozo de reciclaje del atolón, una especie de instalación de compost líquido. En ese momento, el atolón es atacado por los Humeantes, una banda de piratas que busca a una niña llamada Enola (Tina Majorino) que, según su líder, el Diácono (Dennis Hopper), tiene tatuado un mapa de la tierra firme en su espalda. La guardiana de Enola, Helen (Jeanne Tripplehorn), intenta escapar con la niña en un globo junto con Gregor (Michael Jeter), un inventor, pero el globo parte demasiado pronto. En cambio, Helen rescata al Marinero e insiste en que se las lleve con él. 
Los tres escapan a mar abierto a bordo del trimarán. Son perseguidos por los Humeantes, y, aunque escapan, las acciones de Helen resultan en daños al barco del Marinero, por lo que les corta el pelo. Más tarde, Helen explica que ella cree que los humanos alguna vez vivieron en tierra y exige saber al Marinero dónde  encontró la tierra. Él le da una campana de buceo y la sumerge bajo el agua, mostrando los restos de una ciudad y la tierra en el piso del océano, afirmando la creencia de Helen. Cuando salen a la superficie, descubren que los Humeantes los han alcanzado, amenazando con matarlos si no revelan a Enola que se está escondiendo a bordo del barco. El Marinero se lleva a Helen y se sumergen bajo el agua para evitar ser capturados y el Marinero con sus branquias ayuda a Helen a respirar. Cuando salen a la superficie, descubren que Enola ha sido secuestrada y el barco destruido. Gregor logra alcanzarlos y rescatarlos, llevándolos a un nuevo atolón improvisado habitado por los sobrevivientes del primer ataque. 
El Marinero consigue un esquí acuático de un humeante capturado para perseguir al Diácono a bordo del barco Exxon Valdez. Con la mayoría de los Humeantes debajo de la cubierta para remar el buque cisterna, el Marinero se enfrenta al Diácono, amenazando con encender las reservas de petróleo que todavía están en el tanque a menos que devuelva a Enola. El Diácono cree que el Marinero miente, sabiendo que destruiría la nave, pero, para su sorpresa, el Marinero arroja una bengala en el petróleo. Las cubiertas inferiores de la nave son inmediatamente envueltas en llamas, y la nave comienza a hundirse. El Marinero rescata a Enola y escapa a través de una cuerda del globo de Gregor. Cuando el Marinero trae a Enola con Helen, el Diácono logra agarrar la cuerda para escapar del barco que se hunde. Dispara sobre el globo, sacudiendo y Enola vuelve a caer al océano, donde el Diácono se reúne rápidamente con sus hombres en motos acuáticas para capturarla. El Marinero hace un salto bungee improvisado desde el globo para agarrar a Enola justo antes de que el Diácono y sus hombres choquen en sus motos de agua y mueran en una explosión. 
Algún tiempo después, Gregor ha podido identificar el tatuaje en la espalda de Enola como coordenadas con direcciones invertidas. Con el atolón de sobrevivientes siguiéndolos, Gregor, el Marinero, Helen y Enola descubren la tierra seca, la cima del monte Everest, llena de vegetación y vida silvestre. Encuentran una cabaña tosca con los restos de los padres de Enola. Cuando los supervivientes del atolón llegan a establecerse en tierra, el Marinero decide que no puede quedarse debido a que su lugar es el mar. Él construye un nuevo velero y se marcha, mientras Helen y Enola lo observan desde lo alto de una montaña.

## Personajes
- Mariner: interpretado por Kevin Costner. Protagonista de la historia. Es un mutante provisto de branquias y membranas que le permiten respirar bajo el agua y nadar más rápido que ningún ser humano. Es solitario y poco compasivo, casi incapaz de empatizar con nadie, pero Helen y Enola llegarán a despertar en él una profunda debilidad. Mariner no cree en la Tierra Seca, alegando que ha recorrido todos los océanos y puede manifestar su inexistencia. Llega a sugerirse que esa incredulidad viene de su apego a los mares que tiende a explorar, llegando a visitar los restos posapocalípticos del pasado en las profundidades.
- Helen: interpretada por Jeanne Tripplehorn. Es una mujer que vive en el atolón cuidando de Enola y vendiendo todo tipo de suministros. Cree ciegamente en la existencia de la Tierra Seca, limitándose a afirmar que los seres humanos no están hechos para vivir en el mar. Durante un ataque de los Humeantes logra que Mariner se la lleve junto a Enola a perderse en la inmensa masa azul que tanto teme y odia, y que según Mariner, es lo único que hay.
- Enola: interpretada por Tina Majorino. Niña huérfana criada por Helen. Sus padres vivían en la Tierra Seca y ella tiene tatuado en la espalda un extraño dibujo que podría ser el mapa que conduce a su lugar de origen. Es extremadamente curiosa e inquieta, y gusta de dibujar con ceras (uno de los muchos tesoros preapocalípticos que Mariner posee en su barco). Enola no sabe nadar (probablemente debido a su origen), y ello es una peligrosa debilidad en un planeta inundado, pero con la enseñanza de Mariner aprenderá. Esto genera un fuerte lazo entre ambos. Enola significa "solo" ("Alone" escrito al revés).
- El Diácono: interpretado por Dennis Hopper. El líder religioso de los Humeantes es un personaje cruel a la par que cómico por sus malvadas frases y sentencias, a menudo cargadas de ironía. Pierde un ojo por culpa de Mariner en su primer pero distante encuentro. Él y los Humeantes tienen su base en el Exxon Valdez y veneran a su antiguo capitán Joseph Hazelwood como a un santo. Codicia el secreto del camino a Tierra Seca y asesinará a todo aquel que se interponga en su camino.

## Reparto
- Kevin Costner es Mariner.
- Dennis Hopper es el Diácono.
- Jeanne Tripplehorn es Helen.
- Tina Majorino es Enola.
- Michael Jeter es el viejo Gregor.
- Gerard Murphy es Nord.
- R.D. Call es el guardia del Atolón.
- Jack Black es el piloto smoker de la avioneta.
- Robert Joy es Ledger Guy.
- Leonardo Cimino es Elder.
- Kim Coates es el navegante loco.
- Sab Shimono y Leonardo Cimino son los ancianos del Atolón.
- Rick Aviles es el portero del Atolón.
- Sean Whalen es Bone.
- Lee Arenberg es Djeng.
- Robert LaSardo es Smitty.

## Producción
Kevin Costner quería ser héroe de acción, el único género que le faltaba para ser la estrella definitiva. Por ello quiso hacer esta película. Sin embargo la película se convirtió en un desastre durante la producción a causa de una serie de errores y falsos cálculos. Por un lado la producción cinematográfica se desarrolló casi enteramente sobre el agua. Esto dificultó muchísimo su realización y alargó así muchísimo el tiempo de filmación. También ahorraron en el lugar equivocado, cuando se decidió no encargar ningún estudio sobre el clima de la costa de Kona (Isla de Hawái), el lugar del rodaje, que durante el rodaje sería asolada por dos huracanes que pararon la producción y destrozaron los decorados al completo. Antes de comenzar el rodaje, Steven Spielberg advirtió a Costner y Reynolds que no filmaran en mar abierto debido a sus propias dificultades con la producción de Tiburón.
De esa manera el rodaje, que tendría que haber durado 96 días, se convirtieron en 220 días. Eso llevó a que el presupuesto inicial de la película, que fue de $60 millones, acabaron siendo al final $170 millones. De esa manera se convirtió por ello en el récord histórico en una producción cinematográfica hasta ese momento. Adicionalmente fueron invertidos otros $65 millones en publicidad, con lo que el coste total de Waterworld tenía que ascender finalmente a $235 millones.
La escena final se filmó en el valle de Waipiʻo (que representa la ficticia Tierra seca), en la isla de Hawái, también conocido como el Valle de los Reyes. Se filmaron escenas adicionales en Los Ángeles, Huntington Beach y la isla de Santa Catalina en California.
El compositor cinematográfico Mark Isham, originalmente elegido para componer la banda sonora, solo había completado demos del 25% de la película y, según se informa, Costner lo rechazó porque la música era "demasiado étnica y oscura" y contrastaba con el tono futurista y aventurero de la película. Isham se ofreció a intentarlo de nuevo, pero no le dieron la oportunidad. El compositor cinematográfico James Newton Howard fue contratado para escribir la nueva banda sonora.

## Estrenos
| País                                                                          | Fecha de estreno                  |
| ----------------------------------------------------------------------------- | --------------------------------- |
| Alemania                                                                      | Jueves 21 de septiembre de 1995   |
| Argentina                                                                     | Jueves 14 de septiembre de 1995   |
| Australia                                                                     | Jueves 14 de septiembre de 1995   |
| Austria                                                                       | Viernes 22 de septiembre de 1995  |
| Bélgica                                                                       | Miércoles 18 de octubre de 1995   |
| Belice · Costa Rica · El Salvador · Guatemala · Honduras · Nicaragua · Panamá | Viernes 6 de octubre de 1995      |
| Brasil                                                                        | Viernes 22 de septiembre de 1995  |
| Bulgaria                                                                      | Viernes 3 de noviembre de 1995    |
| Chile                                                                         | Jueves 28 de septiembre de 1995   |
| Colombia                                                                      | Viernes 15 de septiembre de 1995  |
| Corea del Sur                                                                 | Sábado 2 de septiembre de 1995    |
| Croacia                                                                       | Jueves 23 de noviembre de 1995    |
| Dinamarca                                                                     | Viernes 27 de octubre de 1995     |
| Ecuador                                                                       | Viernes 6 de octubre de 1995      |
| Egipto                                                                        | Lunes 15 de enero de 1996         |
| Eslovenia                                                                     | Jueves 9 de noviembre de 1995     |
| España                                                                        | Viernes 8 de septiembre de 1995   |
| Estados Unidos · Canadá                                                       | Viernes 28 de julio de 1995       |
| Filipinas                                                                     | Miércoles 6 de septiembre de 1995 |
| Finlandia                                                                     | Viernes 22 de septiembre de 1995  |
| Francia                                                                       | Miércoles 25 de octubre de 1995   |

| País                         | Fecha de estreno                   |
| ---------------------------- | ---------------------------------- |
| Grecia                       | Viernes 27 de octubre de 1995      |
| Hong Kong                    | Jueves 24 de agosto de 1995        |
| Hungría                      | Jueves 19 de octubre de 1995       |
| India                        | Viernes 24 de noviembre de 1995    |
| Indonesia                    | Martes 12 de septiembre de 1995    |
| Israel                       | Viernes 15 de septiembre de 1995   |
| Italia                       | Viernes 15 de septiembre de 1995   |
| Japón                        | Sábado 5 de agosto de 1995         |
| Líbano                       | Viernes 29 de septiembre de 1995   |
| Malasia                      | Jueves 9 de noviembre de 1995      |
| México                       | Viernes 11 de agosto de 1995       |
| Noruega                      | Viernes 23 de febrero de 1996      |
| Nueva Zelanda                | Viernes 13 de octubre de 1995      |
| Países Bajos                 | Jueves 28 de septiembre de 1995    |
| Perú                         | Viernes 17 de noviembre de 1995    |
| Polonia                      | Viernes 6 de octubre de 1995       |
| Portugal                     | Viernes 6 de octubre de 1995       |
| Reino Unido Irlanda          | Viernes 11 de agosto de 1995       |
| República Checa · Eslovaquia | Jueves 12 de octubre de 1995       |
| República Dominicana         | Jueves 31 de agosto de 1995        |
| Rumania                      | Viernes 3 de noviembre de 1995     |
| Singapur                     | Jueves 16 de noviembre de 1995     |
| Sudáfrica                    | Viernes 29 de septiembre de 1995   |
| Suecia                       | Viernes 13 de octubre de 1995      |
| Suiza                        | Viernes 22 de septiembre de 1995   |
| Tailandia                    | Viernes 6 de octubre de 1995       |
| Taiwán                       | Sábado 21 de octubre de 1995       |
| Turquía                      | Viernes 10 de noviembre de 1995    |
| Uruguay                      | Viernes 20 de octubre de 1995      |
| Venezuela                    | Miércoles 27 de septiembre de 1995 |

## Recepción

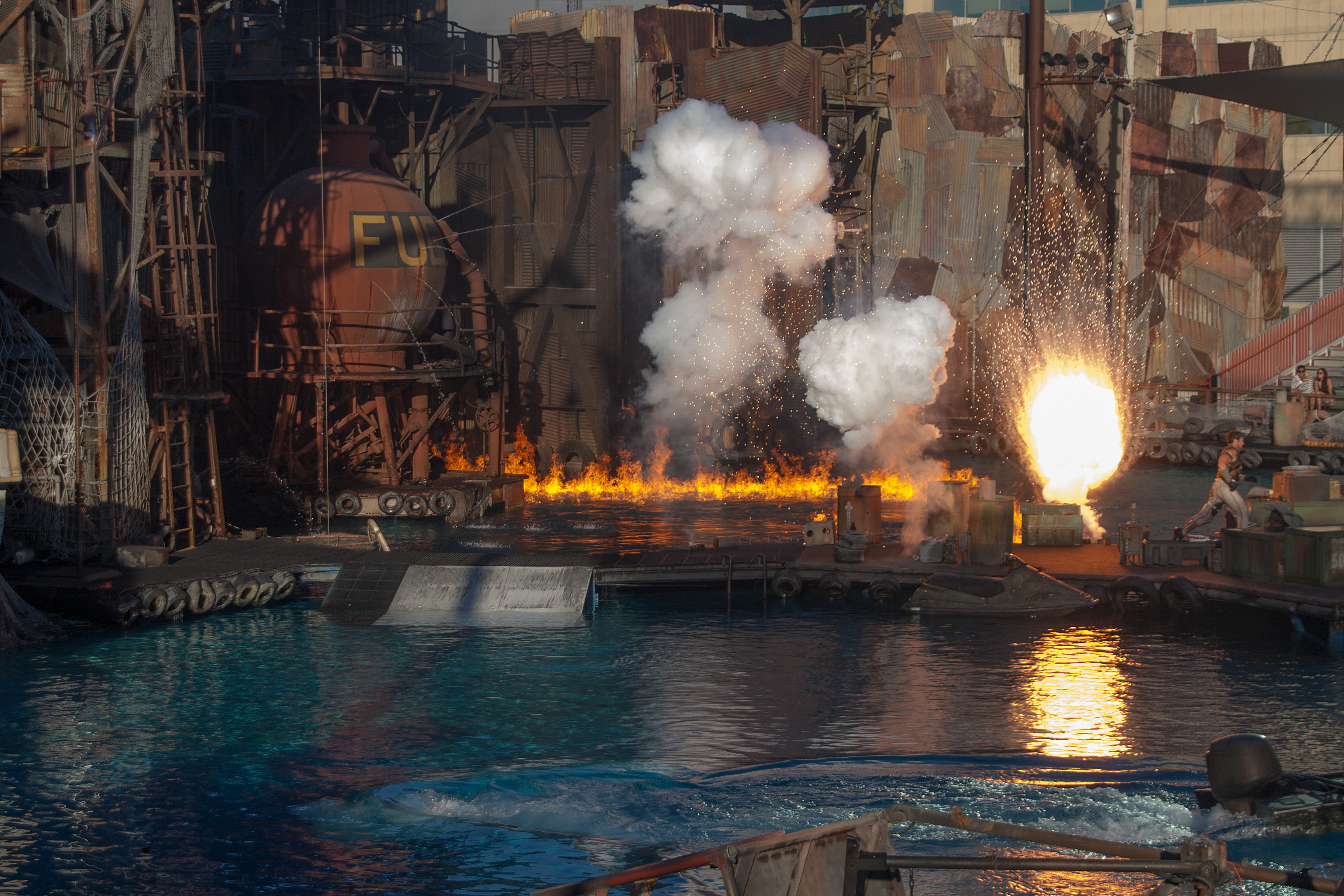
La atracción basada en Waterworld de Universal Studios Hollywood, en Estados Unidos

Desde su estreno en 1995, Waterworld ha experimentado una reevaluación crítica significativa. Inicialmente recibió críticas mixtas y fue objeto de burlas debido a su elevado presupuesto y problemas de producción. Sin embargo, con el paso del tiempo, algunos críticos y cinéfilos han destacado su ambiciosa visión postapocalíptica y sus efectos especiales prácticos.
En 2021, el sitio web Rotten Tomatoes otorgó a la película una puntuación de aprobación del 46 % basada en 66 reseñas, con un consenso que señala: «Aunque su historia es débil y su personaje principal poco desarrollado, Waterworld ofrece una acción impresionante y un mundo visualmente atractivo».
Además, la película ha ganado cierto estatus de culto entre los aficionados al cine de ciencia ficción, quienes valoran su propuesta visual y temática única.

## Premios
- La película fue nominada al Oscar al mejor sonido.
- Fue nominada a los Razzie de 1995 en la categoría de Peor película.
- Hopper ganó el Razzie al peor actor de reparto.